# Metsja

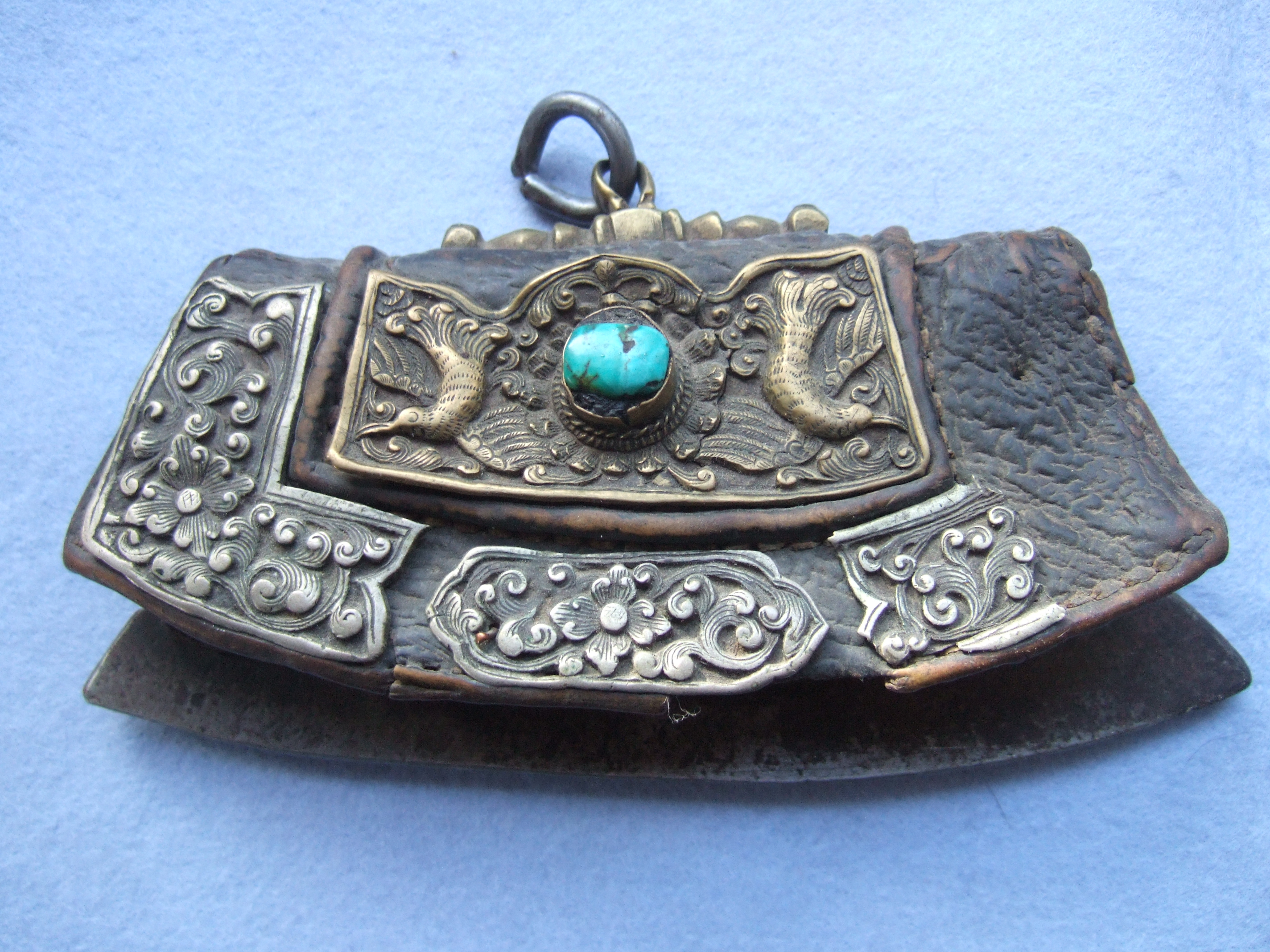
Vuurslag, versierd met geciseleerd brons- en zilverplaat en een turkoois

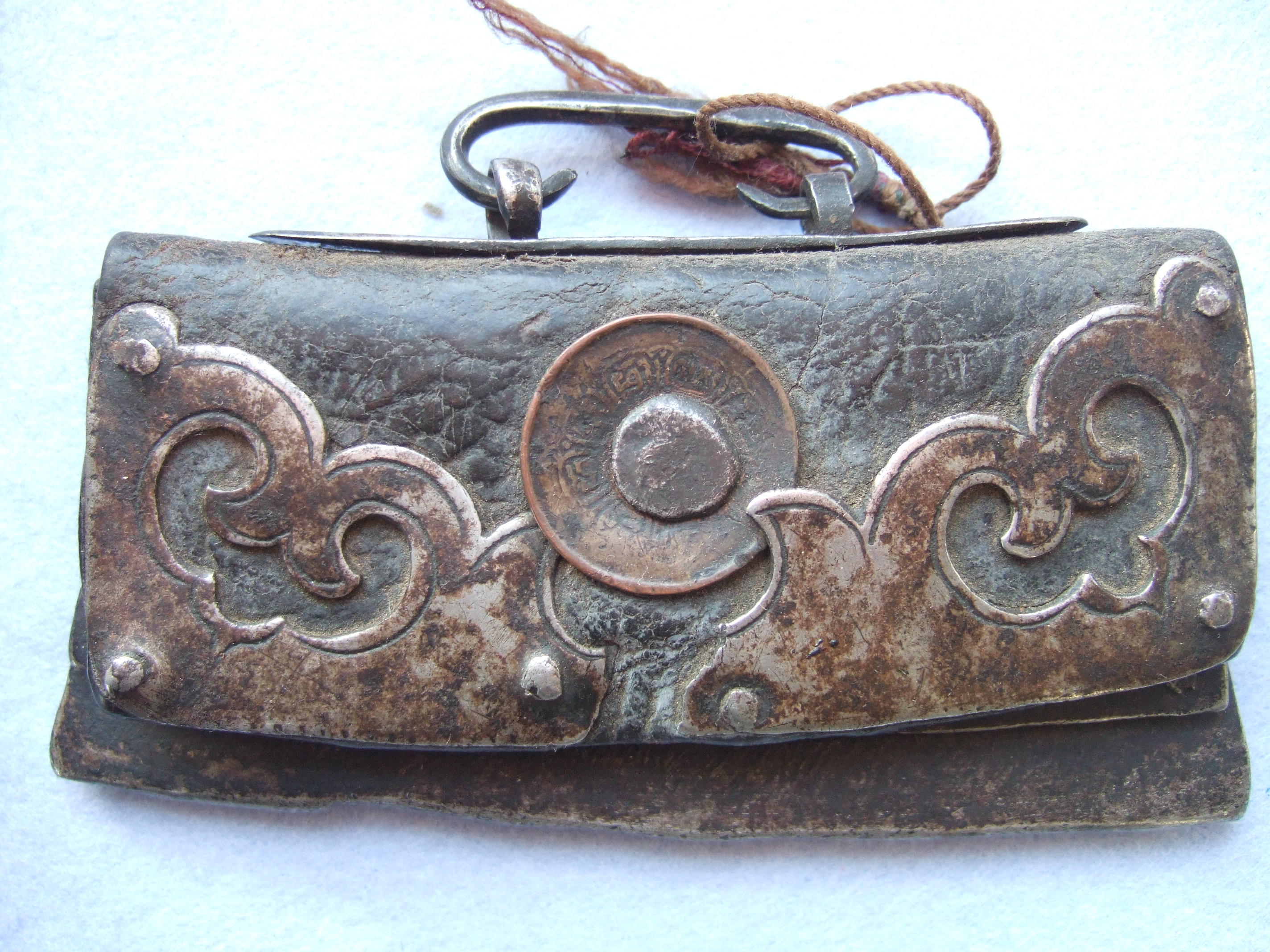
Eenvoudige met ijzer beslagen vuurslag, versierd met een Tibetaanse kopermunt

Een metsja, vertaald: vuurijzer, is een Tibetaanse vuurslag. Hij bestaat uit een leren etui, waaraan onderaan een doorgaans halfronde ijzeren kling is bevestigd, en bovenaan een handvat of een hengsel. In het etui worden een vuursteen van kwarts en een tondel van onder andere katoen opgeborgen.

## Versiering
Vaak is een metsja beslagen met zilver- of goudplaat waarin boeddhistische of bloemenmotieven zijn geciseleerd. Eenvoudige vuurslagen zijn beslagen met gegraveerde bronzen of ijzeren plaatjes.

## Gebruik
Een metsja wordt met andere gebruiksvoorwerpen als een geldbeurs (ba' khug), naaigereihouder, mes, Tibetaans zegel of houder voor schrijfgerei aan de gordel gedragen.
De waarde en kwaliteit van een metsja verraadt iets van de sociale positie van de eigenaar. Een metsja was in Tibet voor 1950 zowel een gebruiks- als modevoorwerp. Eind 20e, begin 21e eeuw wordt de metsja nog steeds door Tibetanen gedragen, maar doet hij overwegend dienst als modevoorwerp of sieraad.